# Strategie & Technik
Strategie & Technik – Streitkräfte, Rüstung, Sicherheit war von 2005 bis 2011 eine deutsche monatlich erscheinende militärische Fachzeitschrift. Sie ging aus dem Magazin Soldat und Technik hervor und wurde mit der Zeitschrift Europäische Sicherheit zum neuen Magazin Europäische Sicherheit & Technik vereint.
Strategie & Technik erschien im Report-Verlag in Frankfurt am Main. Der Verlag zog später nach Sulzbach (Taunus) und schließlich nach Bonn um. Die Zeitschrift wurde in Zusammenarbeit mit dem Bundesministerium der Verteidigung (BMVg) herausgegeben.